# Hieronymiella pamiana
Hieronymiella pamiana là một loài thực vật có hoa trong họ Amaryllidaceae. Loài này được (Stapf) Hunz. mô tả khoa học đầu tiên năm 1975.